# Ophelimus julietta
Ophelimus julietta is een vliesvleugelig insect uit de familie Eulophidae. De wetenschappelijke naam is voor het eerst geldig gepubliceerd in 1934 door Girault.